# Istoria teilor în Iași

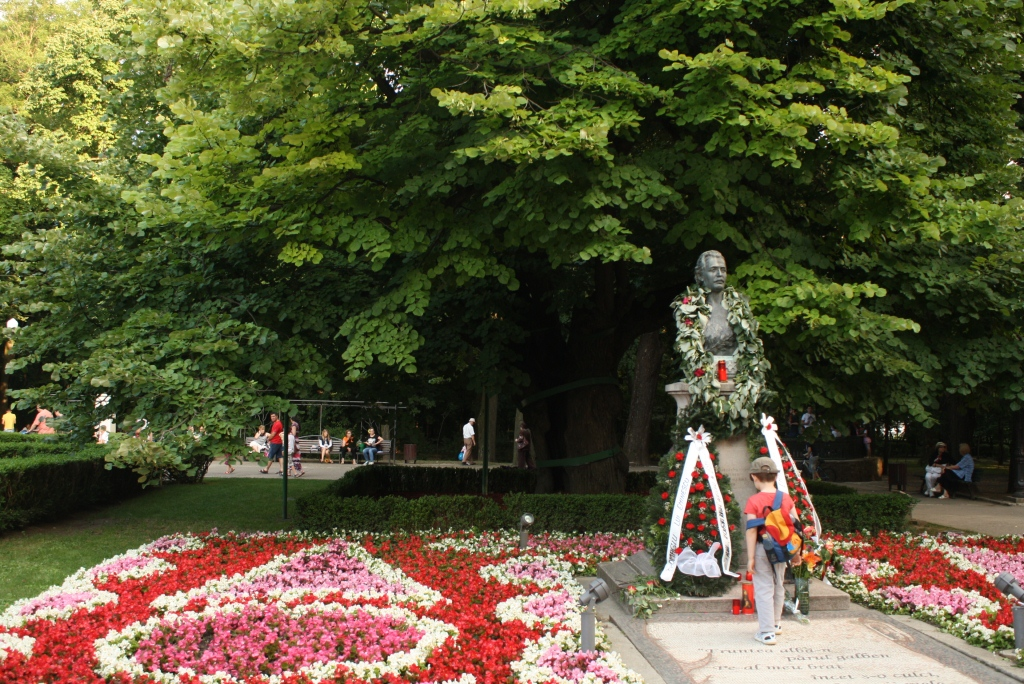
Teiul lui Eminescu (iunie 2014)

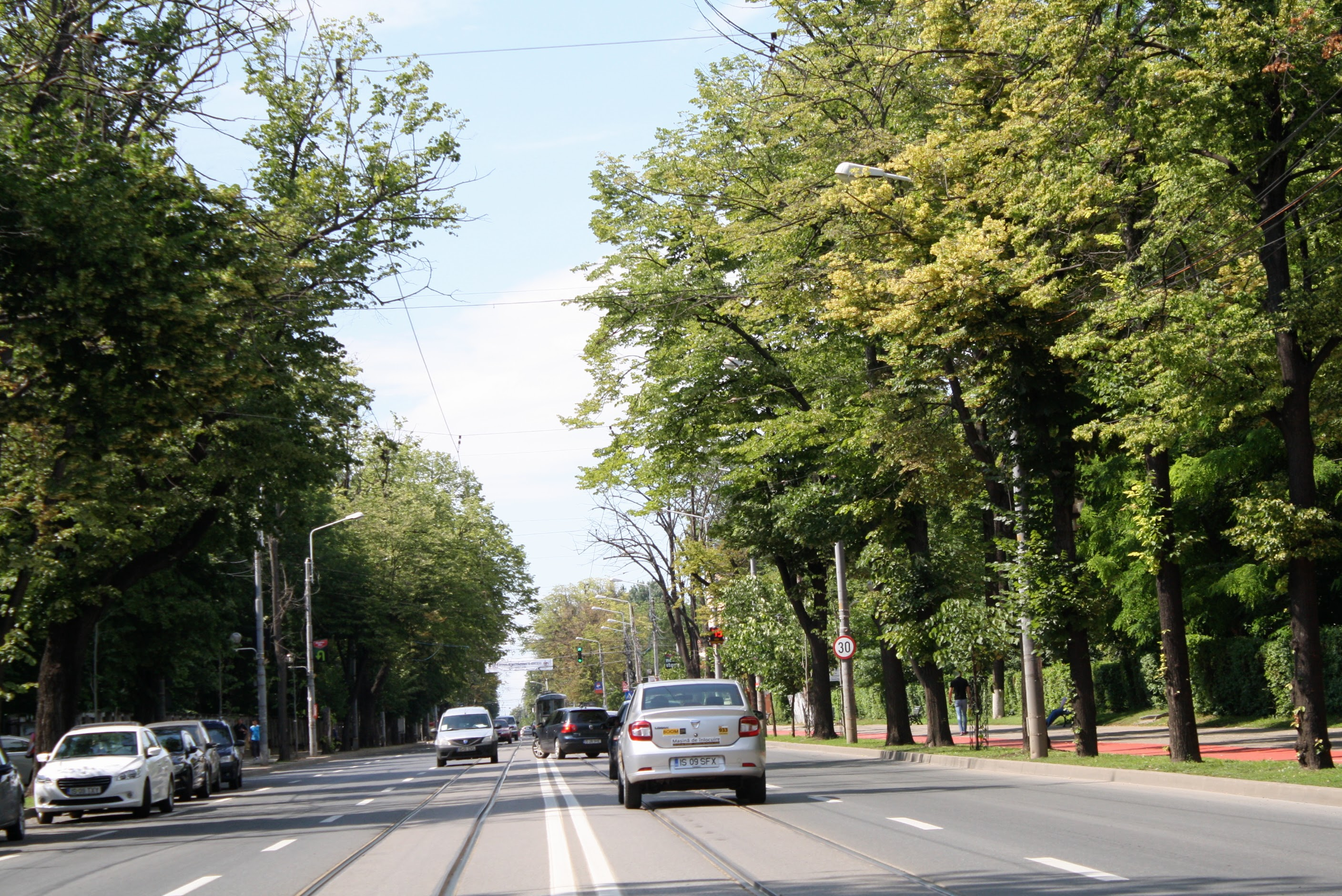
Aliniament de tei pe bulvardul Carol I, lângă Parcul Copou

Istoria teilor în Iași se leagă de o serie de fapte și evenimente notabile care au consolidat valoarea culturală simbolică a acestui tip de arbore în Iași. Între mijlocul secolului al XIX-lea și începutul secolului al XXI-lea,  teiul a devenit unul dintre simbolurile culturale informale ale capitalei Moldovei, proces consolidat de existența  Teiului lui Eminescu în Parcul Copou, precum și de tăierea controversată, în februarie 2013, respectiv de replantarea, în urma unei consultări populare în noiembrie 2015, a unui întreg aliniament de tei în centrul orașului.    

## Istorie

### Secolele al XIX-lea si al XX-lea

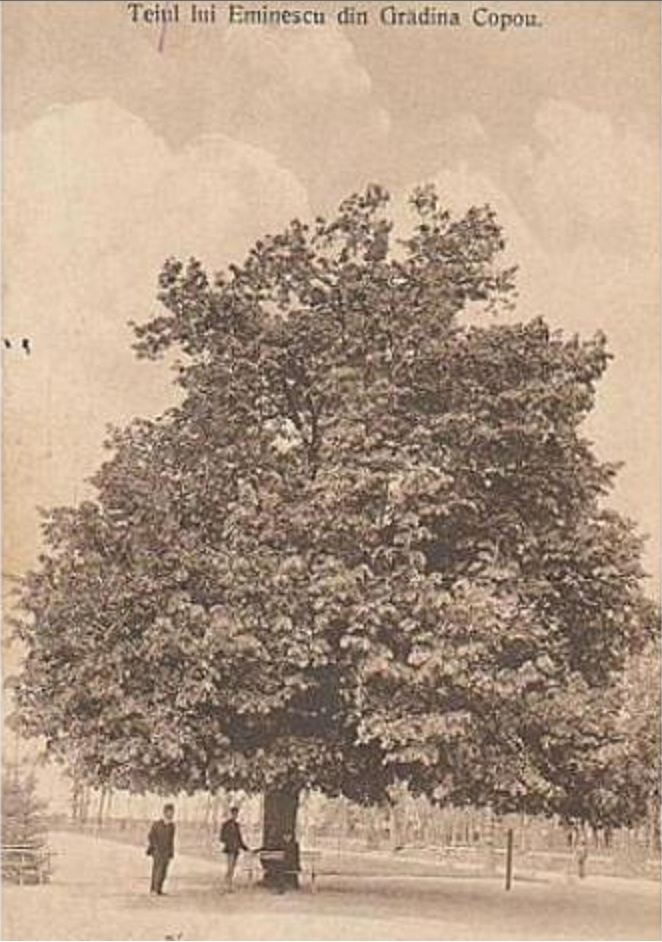
Teiul lui Eminescu (imagine de arhivă)

Mai multe documente de arhivă atestă continuitatea plantațiilor de tei în Iași. În anul 1855, de exemplu, se consemnase deja faptul că teii din Grădina Copou erau mari. În același an, șeful statului major al armatei solicita Departamentului Lucrărilor Publice recoltarea florilor de tei din oraș pentru nevoile spitalelor militare.  În 1864, grădinarul Grădinii Copou solicita într-un raport oficial în jur de 5.500 de copaci, inclusiv 400 de tei, la o înălțime de minim doi stânjeni (circa 4,5 m).  În 1856, arhitectul peisagist al capitalei Moldovei solicita alți 600 de tei, dintre care 200 exemplare mari și 400 exemplare mici, pentru nevoile de dezvoltare ale orașului. . În anul 1875, se consemnează transplantarea a circa 700 de tei din Pădurea Bârnova și plantarea lor pe Bulevardul Copou din Iași. . În 1907,  grădinarul-șef al orașului înregistrează faptul că pe arterele Carol, Ștefan cel Mare, în fața palatului primăriei, pe strada Golia și în fața Bisericii Catolice sunt plantați exclusiv tei. 
În perioada comunistă, plantațiile de tei sunt înnoite și întreținute, atât în aliniamentele stradale, cât și în parcuri. Dezvoltarea sectorului dendrologic al Grădinii Botanice din Iași a presupus, de asemenea, înființarea a noi plantații de tei (precum Tilia tomentosa, Tilia platyphyllos și hibrizi), proiect gestionat de botanistul ieșean Ionel Lupu. De asemenea, Mandache Leocov a reușit să atenueze efectele ecologice distructive ale procesului de sistematizare urbană comunistă, care în anii '80 presupunea tăierea a sute de tei pentru modernizarea căii de rulare a tramvaielor pe bulevardul Copou; arborii au fost salvați prin deplasarea bordurilor be ambele părți ale străzii cu jumătate de metru. 

## Prezent
Majoritatea zonelor din Iași includ aliniamente sau plantații masive de tei. Sute de astfel de arbori articulează axa culturală a orașului, pornind dinspre Aleea Sadoveanu și bulevardul Carol I, coborând spre bulevardul și pietonalul central Ștefan cel Mare și Sfânt, apoi continuând pe strada Palat. Plantații notabile de tei se găsesc și pe strada Păcurari, bulevardul Independenței, în zona Tudor Vladimirescu, dar și pe străzi periferice precum șoseaua Arcu, sau în spații verzi mai mari precum Parcul Copou (care adăpostește circa 1.000 de tei argintii) sau Parcul Expoziției. 

Aliniamente de tei în Iaşi
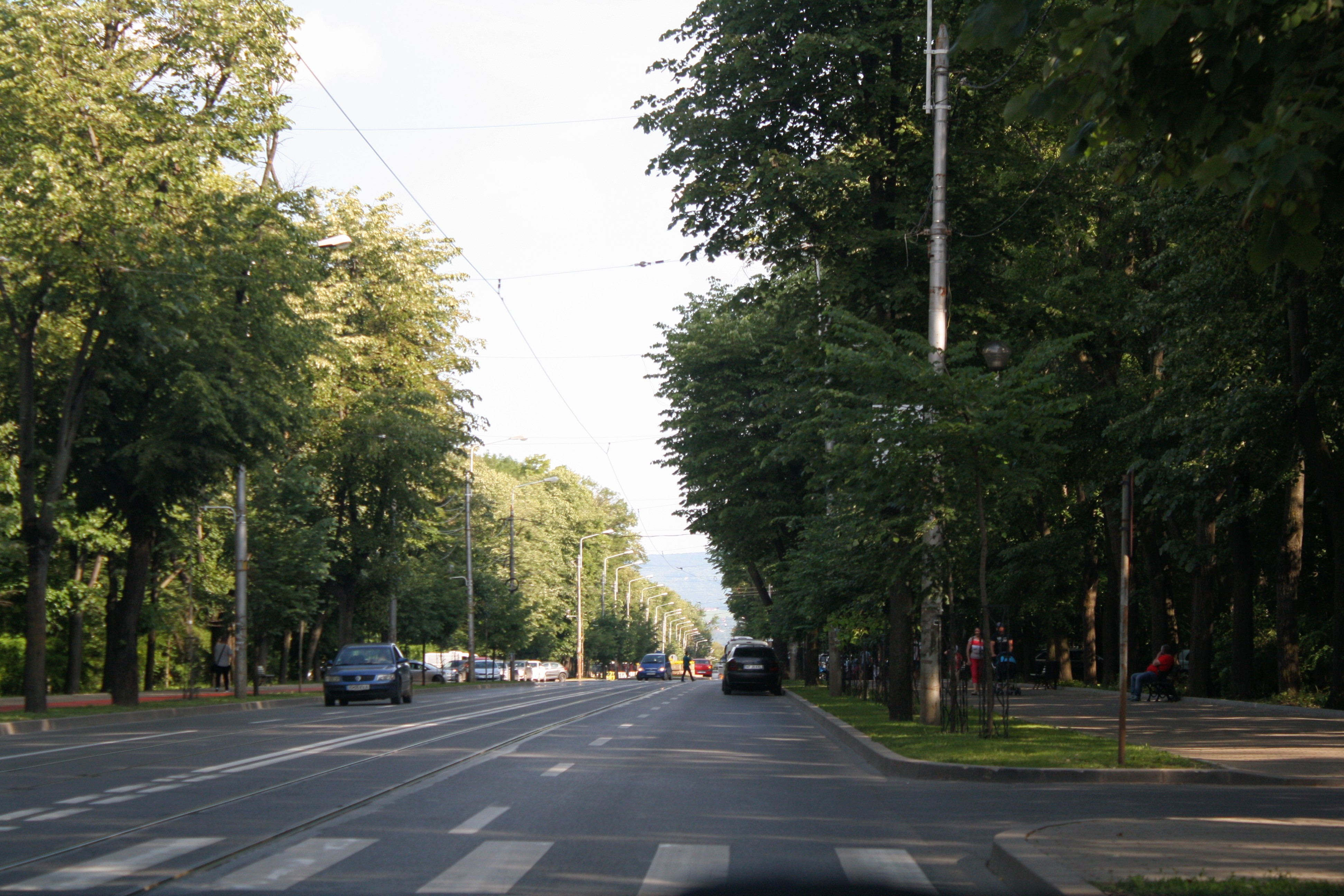
Bulevardul Carol I (în apropiere de Parcul Expoziţiei din Iaşi)
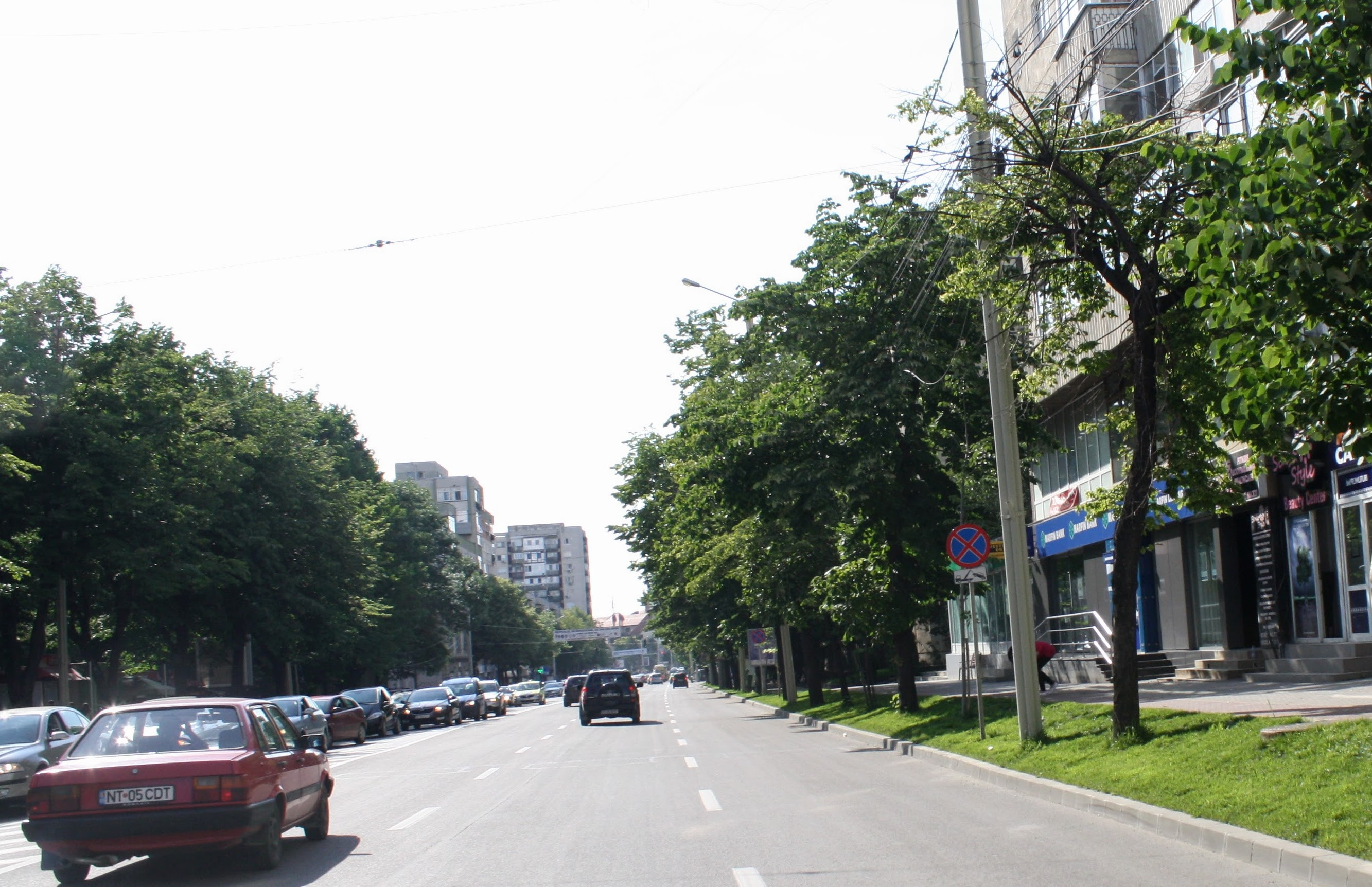
Bulevardul Independenţei
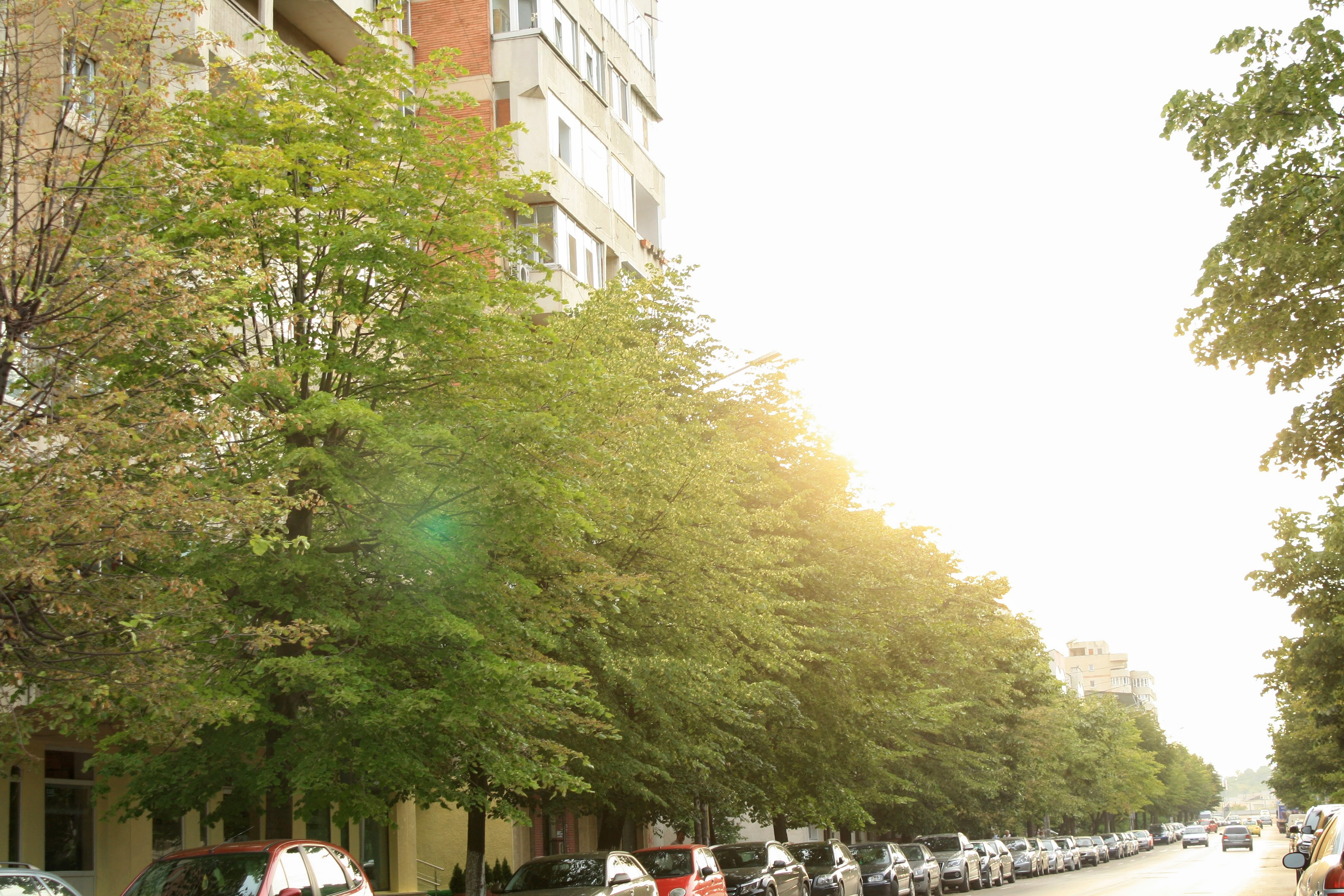
Şoseaua Arcu
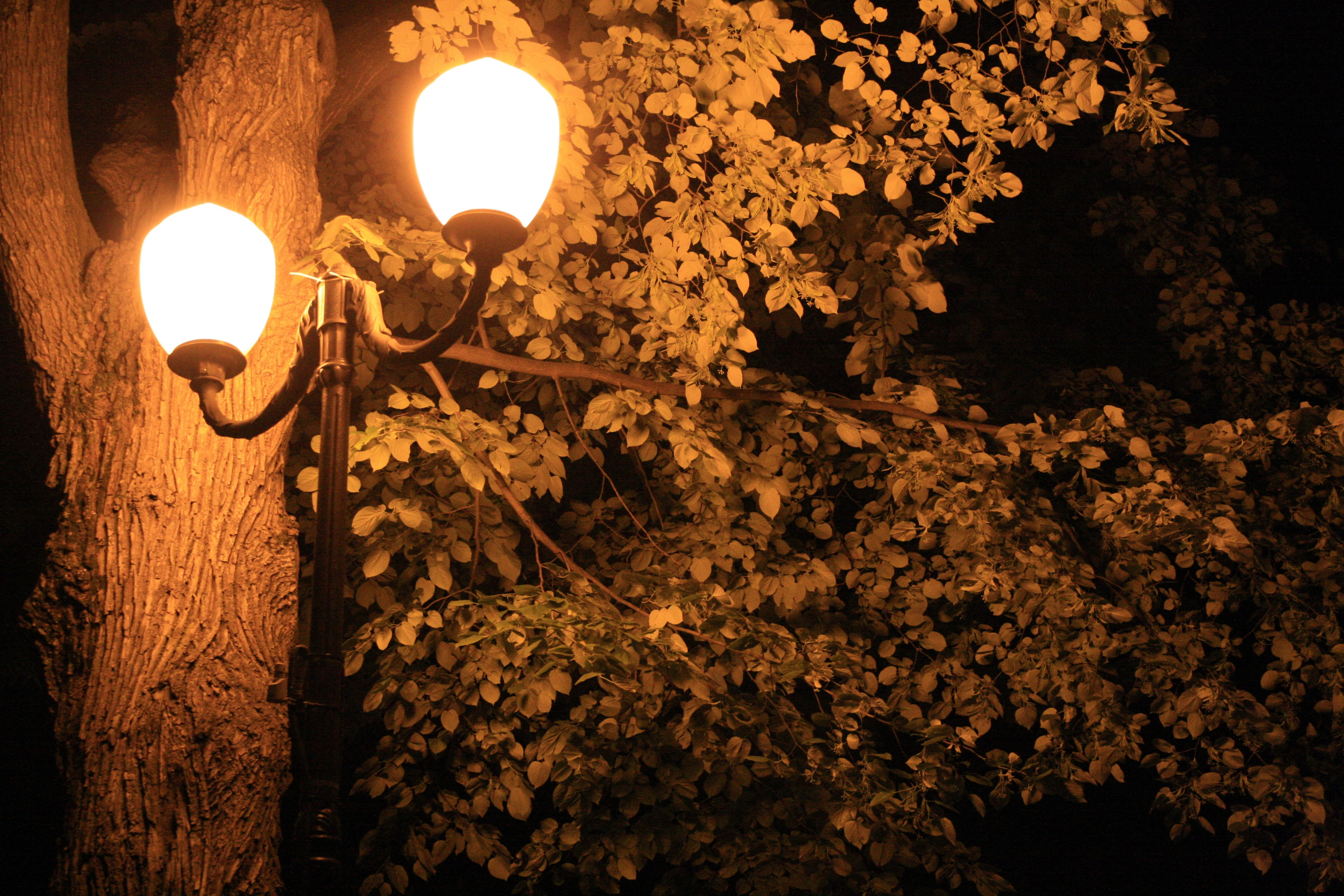
Peisaj cu tei noaptea (Parcul Copou)

## Controverse

### Incidentul tăierii teilor (februarie 2013)
În februarie 2013, primarul Iașiului Gheorghe Nichita a devenit notoriu pe plan național și a pierdut capital politic atunci când, alături de vice-primarul Mihai Chirica, a dispus tăierea alinimentului de tei din centrul orașului (Bd. Ștefan cel Mare și Sfânt) și înlocuirea acestora cu arbuști japonezi pitici (Sophora japonica "Pendula"). Acțiunile primăriei au determinat ample mișcări civice de protest, atât locale, cât și naționale, numeroși intelectuali și persoane publice din România acuzând administrația locală de incompetență și solicitând replantarea teilor în centrul orașului.     Primăria ieșeană a justificat tăierile invocând în principal lipsa de vizibilitate a monumentelor istorice din zonă și a apărat noile planuri peisagistice: "Statuia Fecioarei Maria cu pruncul în brațe stă pe fațada clădirii (Catedralei Metropolitane din Iași) de zeci de ani și nu a fost văzută de nimeni. [...] Pentru viitor nu merită teiul, pentru că oricât de mult l-ai controla în coroană, teiul tot un băț aruncat în cer va ajunge" , afirma Mihai Chirica in februarie 2013.

### Replantarea teilor (noiembrie 2015)
În urma suspendării lui Gheorghe Nichita din funcția de primar, campaniile civice pentru replantarea teilor au continuat până în august 2015, când reprezentanți ai societății civile au predat primarului interimar, Mihai Chirica, un proiect complet pentru replantarea teilor pe tronsonul pietonal și în zonele conexe ale Bd. Ștefan cel Mare și Sfânt. Proiectul, editat de Grupul Academic din Iași   în colaborare cu Asociatia Dendro-Ornamentală "Anastasie Fătu" din Iași, Grupul de inițiativă civică "Iasul Iubeste Teii" și "Centrul de resurse pentru participare publică" (CeRe) București,   a primit sprijinul unor importante personalități naționale din domeniul arhitecturii și urbanismului , fiind supus de primărie unei consultări populare extraordinare (25 august - 25 septembrie 2015). În urma acesteia, 13.347 de ieșeni (93.7% din totalul voturilor) și-au exprimat sprijinul pentru inițiativă. În noiembrie 2015, primăria a dat curs proiectului, plantând 110 tei argintii (Tilia tomentosa) în locul salcâmilor japonezi pitici, aceștia din urmă fiind transplantați în alte zone ale orașului. Replantarea teilor a fost descrisă ca un simbol și o victorie istorică pentru societatea civilă din Iași.  

## Starea generală a plantațiilor actuale

### Valoarea ecologică
Valoarea ecologică a teilor din Iași este notabilă: "la 50 de ani, teiul (argintiu) încă manifestă o creștere activă, realizează anual un număr de peste 300.000 de frunze, însumând o suprafață verde de aproximativ 600 mp. Într-o zi de vară, acest tei mediu poate filtra 4.000-5.000 mc de aer, din care consumă aproximativ 9 kg dioxid de carbon și produce 6-7 kg oxigen. Sub coroana teiului temperatura aerului este mai mică cu 3-4 grade C, datorită albedoului de 20% al frunzișul (acesta reflectă o parte din radiația solară), iar aerul este mai umed, datorită transpirației arborelui. Cele 300.000 de frunze tomentoase, cu peri stelați, inclusiv pe pețiol, pot reține cantități importante de praf, care apoi este spălat de ploi și ajunge pe sol. În privința acestei însușiri, teiul este pe locul 3, după stejar și ulm."  De asemenea, teii amit fitocide, substanțe organice complexe de autoapărare împotriva microorganismelor și a insectelor, care distrug inclusiv bacilul tuberculozei, agentul dizenteriei și al unor afecțiuni pulmonare. 
Plantațiile masive de tei ale orașului, precum cele din Parcul Copou sau Parcul Expozoției, pe lângă creșterea umidității relative a aerului înconjurător, influențează favorabil și microclimatul urban în general poluat  al orașului Iași, stimulând schimburilor de aer și dispersând particulele în suspensie.  Totodată, vegetația are un rol pedogenetic important, regenerând și fertilizând solul. Pe lângă aportul de materie organică, rădăcinile arborilor contribuie la creșterea porozității acestuia, la măririrea capacității de sedimentare și filtrare a solului, precum și la creșterea biodiversității și a retenției hidrice a terenului. 

### Agresiuni antropice

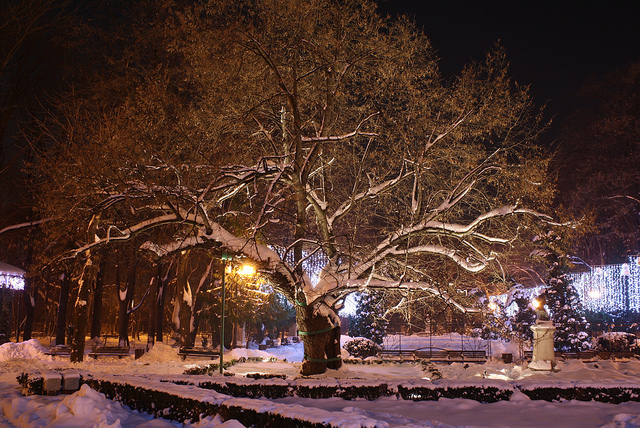
Teiul lui Eminescu, Iași (decembrie 2012)

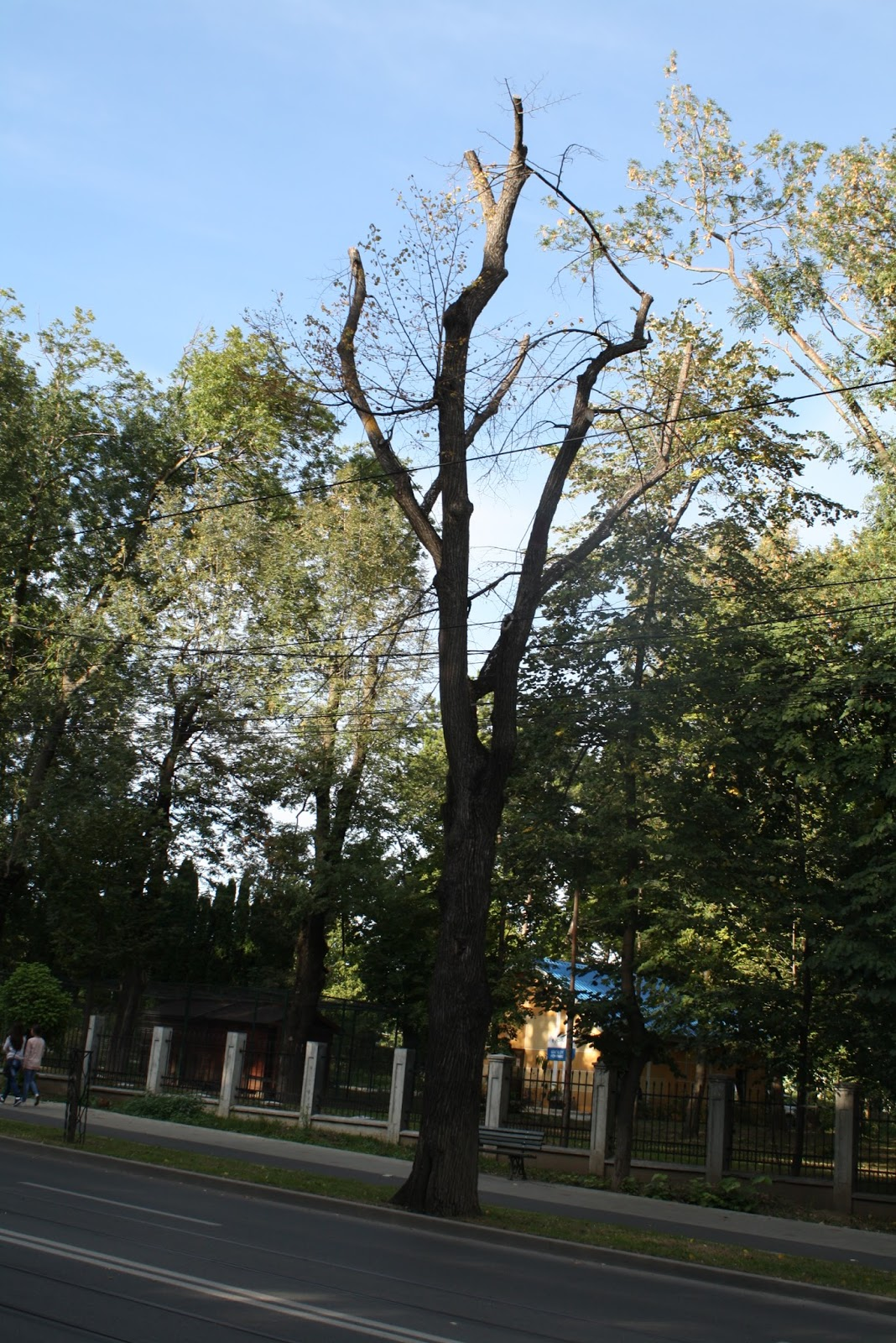
Tei uscat în urma retezării coroanei, Iași (septembrie 2013)

Activiști și experți în domeniu au atras atenția că, în perioada 2009-2013, întregul fond arboricol ieșean, inclusiv aliniamentele de tei (Bd. Carol I, Str. Păcurari ș.a.), au fost afectate de ceea ce aceștia au descris ca "toaletări abuzive"  : "retezarea anuală a coronamentului arborilor urbani, cu păstrarea trunchiului și a părților bazale ale ramurilor inferioare, este o practică populară, însă nejustificată și extrem de dăunătoare". Reducerea drastică a duratei de viață a arborilor, unii dintre ei seculari, s-a reflectat în numeroase acțiuni ulterioare de tăiere a copacilor care, în urma "toaletărilor", s-au uscat.   Această problemă, recurentă la nivel național, a determinat societatea civilă din Iași să elaboreze, în colaborare cu experți locali și cu Academia Română, un regulament științific pentru îngrijirea arborilor urbani din România. 

### Exemplare notabile
Teiul lui Eminescu este un exemplar semimilenar de Tilia tomentosa, situat în Parcul Copou din Iași. 
În același parc, în apropierea muzeului "Mihai Eminescu", se găsește Teiul Haiducilor, un alt arbore multisecular, cu o vârstă de circa 460 de ani. 
Teiul hibrid din Bârnova este un tei hibrid natural, Tilia x haynaldiana Simk. (T. platyphyllos x T. tomentosa), cu o vârstă de aproximativ 660 de ani, aflat la 10 km sud-est de Iași, în apropiere de mănăstirea Bârnova ("Arborele Anului" în 2011). 